# Villa Parque Presidente Figueroa Alcorta
Villa Parque Presidente Figueroa Alcorta es una localidad del Gran Buenos Aires, Argentina. Pertenece al partido de San Martín. Se destaca por su forma triangular y sus tres plazas circulares

## Geografía

### Ubicación
Se encuentra al sur del municipio. Sus límites son: al oeste, la Diagonal Sadi Carnot y calle Beazley, al oeste la avenida Rodríguez peña y al sur las vías del Ferrocarril Urquiza

### Población
Contaba con 3,661 habitantes (Indec, 2001), situándose como la 24ª localidad del partido.

### Sismicidad
La región responde a la «subfalla del río Paraná», y a la «subfalla del río de la Plata», con sismicidad baja; y su última expresión se produjo el 5 de junio de 1888 (137 años), a las 3.20 UTC-3, con una magnitud aproximadamente de 5,0 en la escala de Richter (terremoto del Río de la Plata de 1888).
La Defensa Civil municipal debe advertir sobre escuchar y obedecer acerca de 
Área de
- Tormentas severas periódicas
- Baja sismicidad, con silencio sísmico de 137 años